# Bryan Monte
Hugo Bryan Monte dos Santos, kurz Bryan Monte, (* 6. April 2003 in São João de Meriti) ist ein brasilianischer Handballspieler. Der 1,93 m große linke Rückraumspieler spielt seit 2023 für den französischen Erstligisten Montpellier Handball und steht zudem im Aufgebot der brasilianischen Nationalmannschaft.

## Karriere

### Verein
Bryan Monte spielte in seiner Heimat für den Esporte Clube Pinheiros, mit dem er 2021 die Süd- und zentralamerikanische Handball-Vereinsmeisterschaft der Männer gewann. Damit qualifizierte sich das Team für den IHF Super Globe 2021, bei dem es den vierten Rang belegte. 2022 errang Pinheiros die Meisterschaft von São Paulo.
Seit 2023 läuft Monte für den französischen Erstligisten Montpellier Handball auf. Mit Montpellier gewann er 2025 die Coupe de France.

### Nationalmannschaft
Mit der brasilianischen Nationalmannschaft belegte Monte bei der Weltmeisterschaft 2023 den 17. Platz, dabei warf er 17 Tore in sechs Partien. Bei den Panamerikanischen Spielen 2023 wurde er mit der Auswahl Zweiter. Bei der Süd- und zentralamerikanischen Meisterschaft 2024 gewann er mit Brasilien die Goldmedaille. Bei der Weltmeisterschaft 2025 warf er 25 Tore in sieben Spielen und belegte mit dem Team den 7. Platz.